# J.J. Cohen
Jeffrey Jay „J.J.” Cohen (ur. 22 czerwca 1965) – amerykański aktor filmowy i telewizyjny, znany m.in. z roli Skinheada w trylogii Powrót do przyszłości.

## Wybrana filmografia
- 1985: Paradise Motel jako „Shooter” Spinelli
- 1985: Tajemniczy wielbiciel jako Barry
- 1985: Powrót do przyszłości jako „Skinhead”
- 1986: Ogień z ogniem jako Myron
- 1987: Dyrektor jako Zac „Biały Zac”
- 1987: Daddy jako Dewey
- 1988: Telefon do piekła jako Marcus
- 1989: Powrót do przyszłości II jako „Skinhead”
- 1990: Powrót do przyszłości III jako członek gangu „Needlesa”
- 1994: Object of Obsession jako bezdomny mężczyzna
- 1998: Nocny telefon jako rowerzysta
- 2000: U progu sławy jako Scully